# بريان ناش جيل
بريان نـاش جيل (بالإنجليزية: Bryan Nash Gill)‏ هو فنان أمريكي، ولد في 3 نوفمبر 1961، وتوفي في 17 مايو 2013.